# Задорожный, Фёдор Михайлович
Фёдор Миха́йлович Задоро́жный (укр. Федір Михайлович Задорожний; 16 ноября 2006, Донецк) — украинский футболист, нападающий киевского «Динамо».

## Биография
Родился в Донецке. Футбольный путь начал в академии киевского «Динамо», в футболке которого в сезоне 2019/20 дебютировал в ДЮФЛУ. В конце августа 2022 года отправился в аренду в «Зарю», в футболке которой выступал до завершения сезона в юношеском чемпионате Украины. В начале июля 2023 года вернулся в «Динамо», где продолжил свои выступления в юношеской команде клуба.
12 марта 2024 года снова отправился в аренду в «Зарю», где сначала снова выступал за юношескую команду. Впервые в заявку главной команды луганчан попал 5 мая 2024 года на ничейный (1:1) выездной поединок 27-го тура Премьер-лиги Украины против житомирского «Полесья», но просидел все 90 минут на скамейке запасных. На профессиональном уровне дебютировал за «Зарю» 2 декабря 2024 года в победном (2:1) домашнем поединке 15-го тура Премьер-лиги Украины против львовских «Карпат». Фёдор вышел на поле на 82-й минуте вместо Игоря Горбача. В конце декабря 2024 года стало известно, что Фёдор досрочно вернётся в «Динамо», чтобы пройти тренировочный сбор с юношеской командой киевлян.